# Предпортовая
Предпортовая — исторический район Санкт-Петербурга. Получил название по железнодорожной станции Предпортовая, так как она находится перед портом по ходу железнодорожной «южной портовой ветви».
Исторически местность сложилась как промзона при станции. В XXI веке Предпортовая входит в Московский район, многие предприятия ликвидированы, их территория массированно застраивается высотным жильём. На территории района, ограниченной КАДом и Кубинской улицей, действуют производственные зоны «Предпортовая-1», «Предпортовая-2» и «Предпортовая-3». На их территории находится Петербургский мельничный комбинат, который выпускает муку «Предпортовая». При станции действует построенная по инициативе рабочих рефрижераторного вагонного депо «Предпортовая» в 1996—2002 гг. церковь, известная как церковь святителя Николая Чудотворца на станции Предпортовая.
Предпортовая улица до 1930-х годов называлась «дорога в Предпортовую». Топоним сохранился в названии восьми номерных Предпортовых проездов.
Термин «предпортовая станция» не является уникальным для данной местности: согласно советской книге 1941 г. «Технический железнодорожный словарь», им может обозначаться всякая «грузовая сортировочная станция, устраиваемая на подходах жел.-дор. линий вблизи крупного морского или речного порта ... служит для приема прибывающих с линий поездов, сортировки их по отдельным районам порта, формирования подач на станции, расположенные непосредственно на территории порта (портовые станции)». В книге 2008 года Костенко Н. И. «Подсистемы железнодорожных устройств морских торговых портов» говорится о том, что предпортовые и портовые станции входят в общий тип, называемый припортовые станции, где предпортовые станции — сортировочные, а портовые — погрузочно-разгрузочные.